# Jo Mersa Marley
Joseph Mersa Marley (Kingston, 12 de març de 1991 - Miami, 27 de desembre del 2022), més conegut com Jo Mersa, va ser un cantant estatunidenc originari de Jamaica. Era fill de Stephen Marley i net del músic de reggae Bob Marley.

## Biografia
Marley va passar els seus primers anys a Jamaica, on va assistir a l'escola Saints Peter and Paul abans de traslladar-se a Florida per a estudiar al Palmetto High School i al Miami Dade College on va graduar-se en Enginyeria de So.
Va publicar la seva primera cançó, «My girl», el 2010, i el 2014 va publicar a través d'iTunes i Spotify l'EP Confortable. També va col·laborar en l'àlbum guanyador d'un Grammy Strictly roots (2015), de Morgan Heritage. El 2016 va participar en l'àlbum del seu pare, Revelation part 2: The fruit of life, a la cançó «Revelation party».
Va morir la matinada del 27 de desembre del 2022 en un lloc proper a la ciutat de Miami, on va ser trobat inconscient dins del seu vehicle després d'haver patit un atac d'asma. «Burn it down», «No way out» i «Made it» van ser algunes de les seves cançons més conegudes.

## Discografia
- Comfortable (2014)
- Eternal (2021)